# Myles Stephens
Myles Stephens (1 januari 1997) is een Amerikaans basketballer.

## Carrière
Stephens speelde collegebasketbal voor de Princeton Tigers van 2015 tot 2019. In 2019 werd hij niet gedraft in de NBA-draft van dat jaar. Hij werd wel gekozen in de NBA G-League draft door de Long Island Nets als tiende in de tweede ronde als 37e overall. In 2019 tekende hij een contract bij de Duitse club EWE Baskets Juniors. In 2020 tekende ze een contract bij het Finse Vilpas Vikings waar hij een jaar speelde.
In 2021 tekende hij een contract in de BNXT-league bij Kangoeroes Mechelen voor het seizoen 2021/22. Aan het eind van het seizoen trok hij naar het Duitse Crailsheim Merlins waar hij een seizoen speelde. In de zomer van 2023 speelde hij voor de Broad Street Birds in The Basketball Tournament en tekende hij bij de Italiaanse eersteklasser Aquila Basket Trento. Hij verliet de club in februari 2024 voor de Tsjechische eersteklasser CEZ Nymburk.

## Erelijst
- Fins landskampioen: 2021
- BNXT League Dream Team: 2022